# Jann Bangert
Jann Bangert (* 20. April 1997 in Kubach) ist ein deutscher Fußballspieler, der meist im rechten Mittelfeld eingesetzt wird. Er spielt seit 2019 beim Regionalligisten FC Gießen.

## Karriere

### Jugend
In seiner Heimatstadt begann er beim TuS Kubach seine Fußballkarriere und wechselte später in die Jugendabteilung von Eintracht Frankfurt. Im Jahr 2013 wechselte er vom Main in die U-17-Mannschaft des SV Wehen Wiesbaden.

### SV Wehen Wiesbaden
Zur Saison 2016/17 stieg er aus der A-Jugend des Vereins in die erste Mannschaft auf und debütierte am 16. September 2016 in der 3. Liga beim 3:0-Sieg gegen den Zweitligaabsteiger MSV Duisburg. In seinem ersten Jahr kam er auf fünf Kurzeinsätze als Einwechselspieler. Zur Saison 2017/18 wurde er an den Regionalligisten TSV Schott Mainz ausgeliehen. Dort wurde er nach mehrmaligen Verspätungen zunächst suspendiert und kurz darauf wurde sowohl sein Vertrag beim TSV Schott als auch beim SV Wehen Wiesbaden aufgelöst, da Bangert seine Profikarriere nicht fortsetzen und sich stattdessen auf sein Studium konzentrieren wollte. Im Anschluss wechselte er zum SV Rot-Weiß Hadamar in die Hessenliga. Dort spielte er zwei Jahre lang und ging dann weiter zum damaligen Ligarivalen FC Gießen.